# 19.º Batallón de Ingenieros de la Luftwaffe
El 19.º Batallón de Ingenieros de la Luftwaffe (19. Luftwaffen-Pionier-Bataillon) fue una unidad de la Luftwaffe durante la Segunda Guerra Mundial.

## Historia
Fue formado el 1 de marzo de 1943 en Bergen/Celle con tres compañías y una columna. El 1 de noviembre de 1943 los componentes fueron absorbidos por el ejército y el batallón fue renombrado como 19.º Batallón de Ingenieros (L).

## Servicios
- Bajo la 19.ª División de Campaña de la Fuerza Aérea.